# Graukappen-Glanztaube

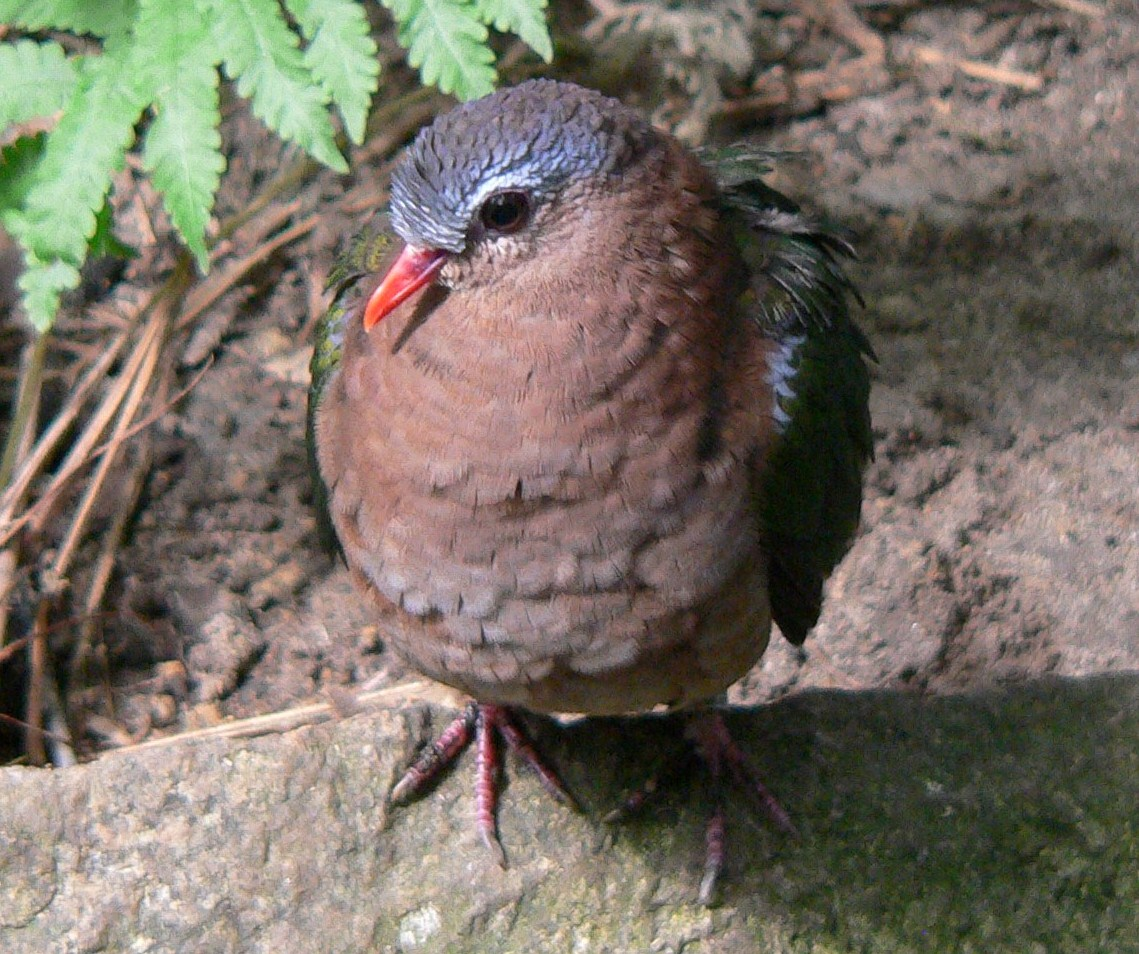

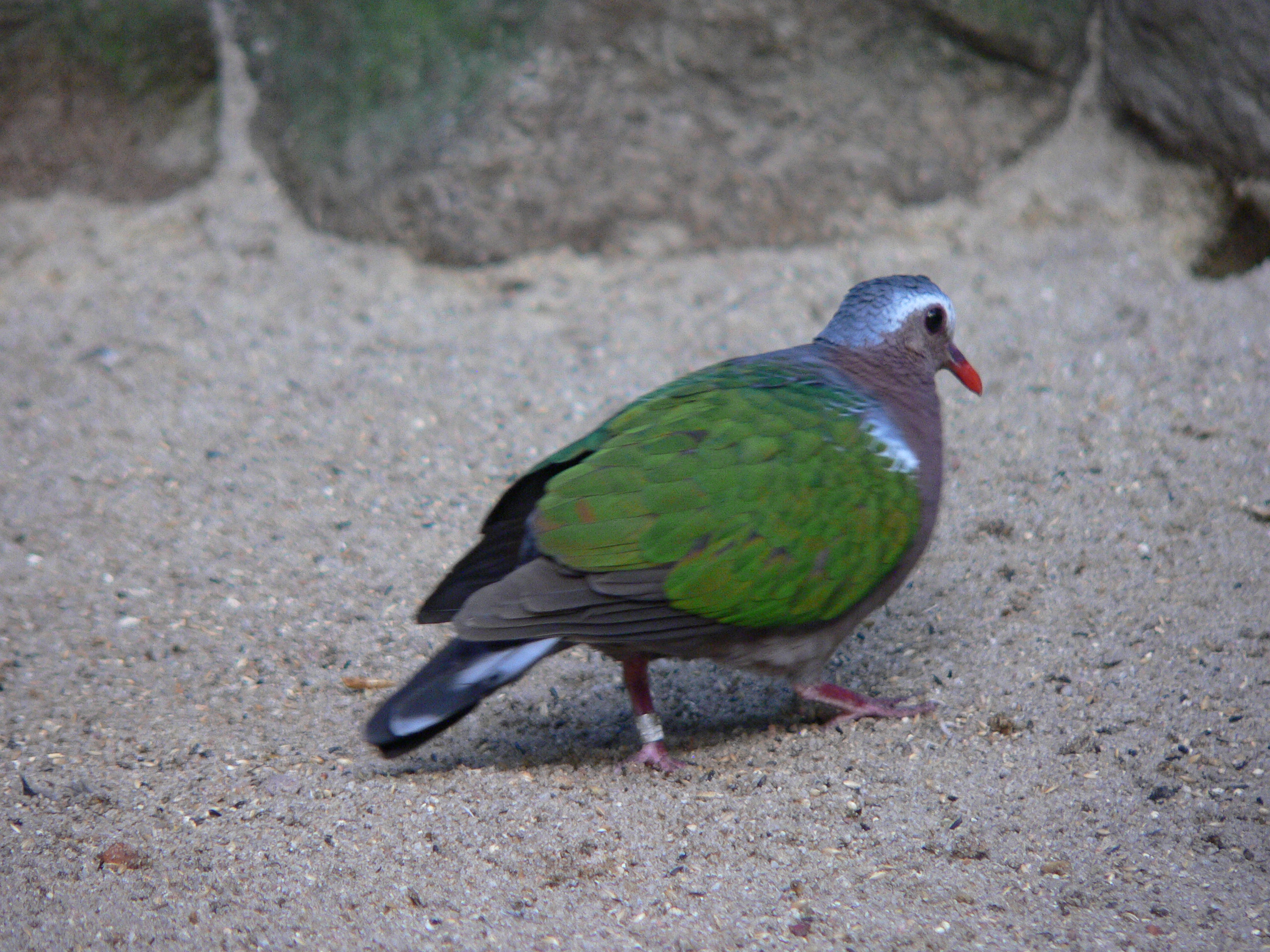
Graukappen-Glanztaube

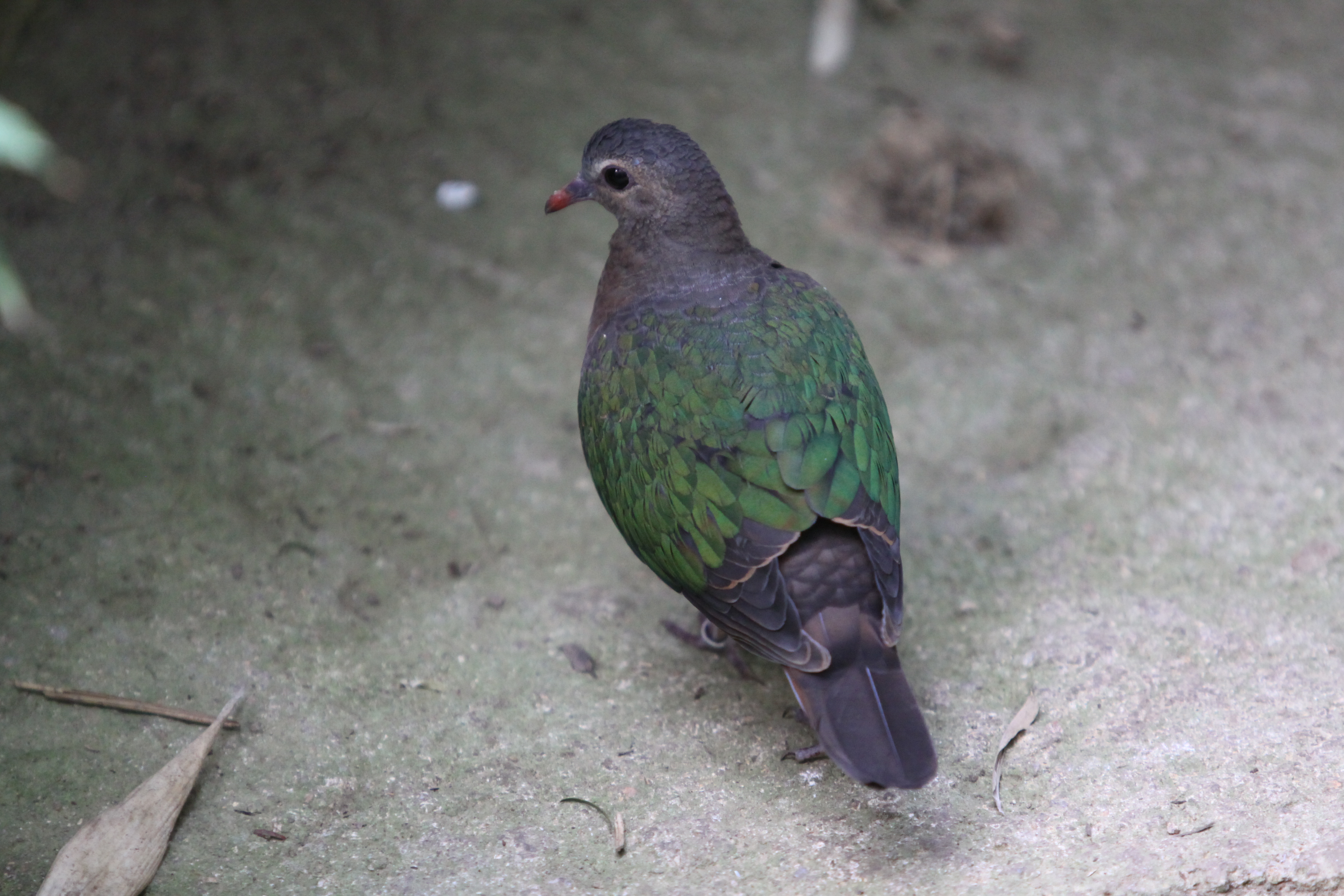
Graukappen-Glanztaube im Durrell Wildlife Park

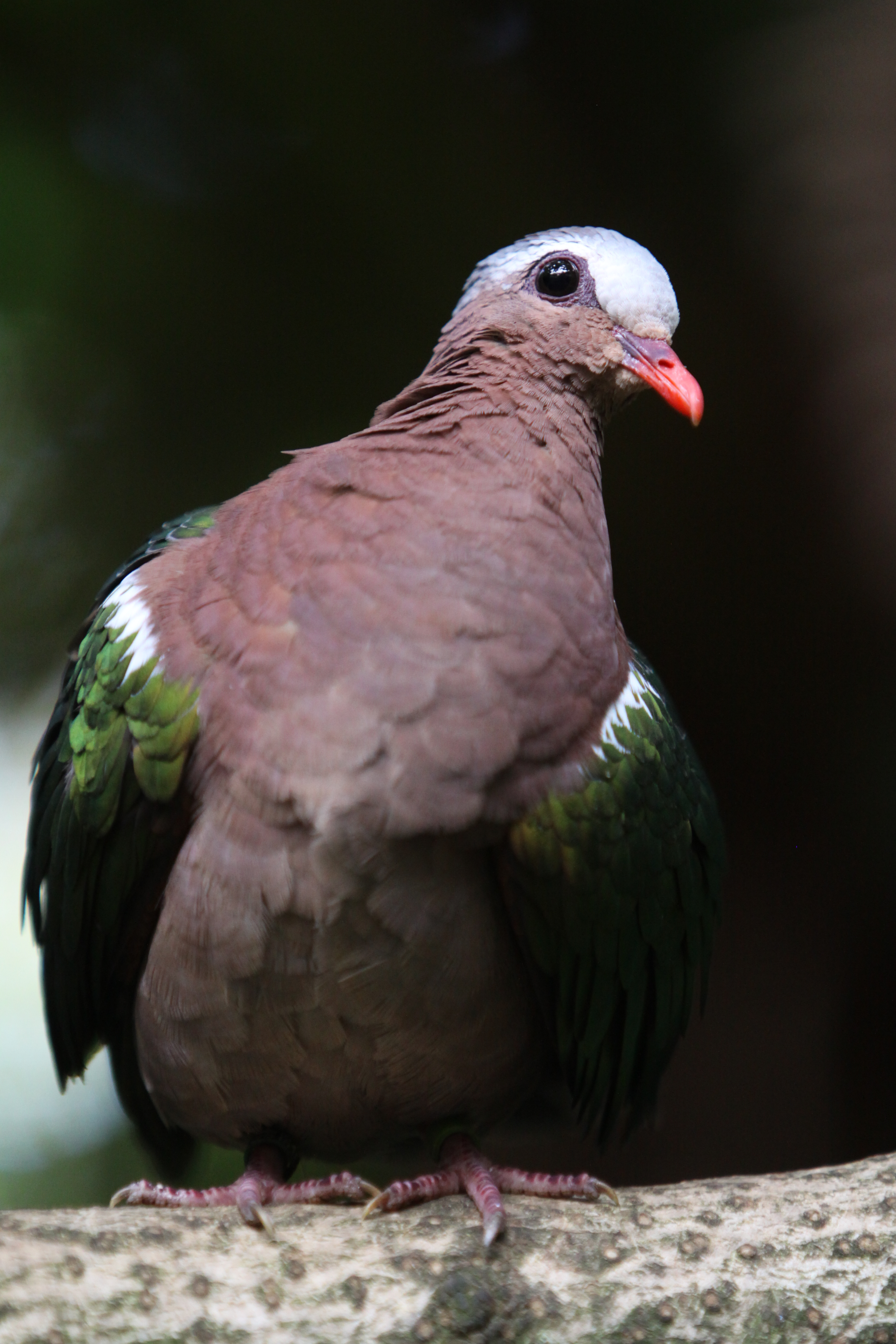
Graukappen-Glanztaube im Durrell Wildlife Park

Die Graukappen-Glanztaube (Chalcophaps indica) ist eine Art aus der Gattung der Grünflügeltauben (Chalcophaps) innerhalb der Familie der Tauben (Columbidae). Ihr Verbreitungsgebiet ist Australasien. Sie kommt mit mehreren Unterarten in diesem großen Verbreitungsgebiet vor. Bei Taubenzüchtern und Taubenhaltern sind auch die Namen Grünflügeltaube, Glanzkäfertaube, Emeraldtaube oder auch Glanztaube gebräuchlich.

## Erscheinungsbild
Die Graukappen-Glanztaube erreicht eine Körperlänge von 26 Zentimetern und wiegt zwischen 80 und 100 Gramm. Ein Geschlechtsdimorphismus ist vorhanden, jedoch nicht sehr ausgeprägt.
Bei den Männchen der Nominatform sind die Stirn und ein Augenbrauenstreif weiß. Bei den Weibchen ist dieses Merkmal nicht so ausgeprägt. Es fehlt auch bei einigen Unterarten wie beispielsweise der Australischen Graukappen-Glanztaube (Chalcophaps indica chrysochlora). Der Oberkopf und der Nacken sind blaugrau. Der Hals sowie die Kopfseiten sind rotbraun. Der obere Rücken ist graubraun und geht dann in ein leuchtendes Grün über. Die Flügel sind ebenfalls grün. Rücken und Flügel schimmern kupfer- bis bronzefarben. Der Bürzel ist grau. Der Bauch und die Flanken sind rötlich grau. Die Brust ist dagegen dunkel rotbraun. 
Der Schnabel ist rot. Die Iris ist dunkelbraun. Der Augenring ist schmal, unbefiedert und rot.

## Verbreitung und Lebensraum
Die Graukappen-Glanztaube kommt in einem sehr großen Teil Südostasiens sowie Australiens vor. Die Nominatform lebt in Kaschmir, dem westlichen Bengalen und Bangladesch. Sie kommt außerdem auf Hainan, in Indien, Myanmar, Laos, Kambodscha, Vietnam, Malakka, den Großen Sundainseln, Sulawesi, den Philippinen, den Kleinen Sundainseln sowie auf Maluku vor. Auf Sri Lanka, den Andamanen, der Weihnachtsinsel, Numfoor, Biak, Wetar, Timor, Tanimbar, den Banksinseln, den Neuen Hebriden sowie Peleng sind verschiedene Unterarten vertreten. In Australien kommt die Graukappen-Glanztaube vor allem in Ostaustralien vor. 
Ihr Lebensraum sind bewaldete Regionen im Flach- und Hügelland. Sie bewohnt bevorzugt dichte Wälder und kommt auch in Regenwäldern vor.

## Verhalten
Die Graukappen-Glanztaube ist eine überwiegend bodenbewohnende Art. Sie lebt überwiegend einzeln oder in Paaren. Ihre Nahrung besteht aus verschiedenen Sämereien, Beeren, kleinen Früchten und Termiten. Auf ihrer Nahrungssuche sucht sie auch menschliche Siedlungsräume sowie offenes Gelände auf. Graukappen-Glanztauben leben überwiegend paarweise. Das Nest wird in Bäumen oder Sträuchern errichtet und enthält im Vergleich mit anderen Taubenvögeln relativ viel Pflanzenmaterial. Es hat im Durchschnitt einen Durchmesser von 19 Zentimetern und ist oft bis zu 30 Zentimetern hoch. Das Gelege besteht aus zwei Eiern. Die Brutdauer beträgt 14 Tage. Die Jungvögel sind nach zwölf bis dreizehn Tagen flügge.

## Haltung in menschlicher Obhut
Die Graukappen-Glanztaube wurde bereits 1794 das erste Mal in Europa gezeigt. Die Erstzucht gelang allerdings erst 1880 in Berlin.
Die Graukappen-Glanztaube ist eine Art, die sich für Volierenhaltung gut eignet. Sie benötigt jedoch sehr viel Raum, da sie auch gerne fliegt. Sie wird heute häufig in den Tropenhallen zoologischer Gärten gezeigt, da diese ideale Haltungsvoraussetzungen für diese Art bieten.

## Unterarten
Bisher sind sechs Unterarten bekannt:
- Chalcophaps indica indica (Linnaeus, 1758) kommt von Indien bis in den Süden China, in Malaysia, auf den Philippinen, Indonesien und dem Westen der Inseln Papua-Neuguinea
- Chalcophaps indica robinsoni Baker, ECS, 1928 kommt auf Sri Lanka vor.
- Chalcophaps indica maxima Hartert, E, 1931 ist auf den Andamanen verbreitet,
- Chalcophaps indica augusta Bonaparte, 1855 kommt auf den Nikobaren vor.
- Chalcophaps indica natalis Lister, 1889 kommt auf der Weihnachtsinsel  vor.
- Chalcophaps indica minima Hartert, E, 1931 ist Numfor, Biak und Mios Num verbreitet.